# Chokavi, Muddebihal
Chokavi là một làng thuộc tehsil Muddebihal, huyện Bijapur, bang Karnataka, Ấn Độ.